# 小泉ちひろ
小泉ちひろ（こいずみ ちひろ、1970年11月12日 - ）は、日本の元AV女優。
東京都出身。身長:161cm。スリーサイズ:B83 W58  H85。血液型:A型。

## 略歴
1990年デビュー。
プロフィールが異なるものがある。
- FANZAプロフィールでは、生年月日:1970年11月12日としている[1]。
- 「甘い匂いに麻痺してしまって」のケース裏面のプロフィールでは、生年月日:1968年8月28日としている[2]。

## 作品

### アダルトビデオ
1990年
- 甘い匂いに麻痺してしまって（3月、ロコ BR-05）- デビュー作[2]
- 痴漢ヌレヌレ通学電車 五島めぐ・寺崎泉・小泉ちひろ（10月25日、二見書房）
- 夢精天使（10月26日、VIP）
- ソプラノのすすり泣き（クリスタル映像 SC-59）
- Ferrariの女（アイダス）
- 美味しんぼ娘（ロコ LZA-052）

1991年
- ハレンチ図鑑 連射スペシャル 大狂乱5人娘！！ 寺崎泉・小泉ちひろ・小暮千絵 他（12月、アイダス HM-504）全5名 ※「おしゃぶり曼陀羅」を再編集したもの
- 奥手だけど早熟（アライコーポレーション SH-023）
- アイダス連射スペシャル 1 おしゃぶり曼陀羅 寺崎泉・小泉ちひろ・小暮千絵 他（アイダス TB-1022）全5名
- 車の中でのヒミツ（ビート）＊「Ferrariの女」を再編集したもの

発売年不明
- 目白のお嬢様（?）

### 映画
- 若奥様不倫 わいせつ名器（1991年4月12日公開、エクセス）監督:神野太 主演:寺崎泉 共演:小泉ちひろ - 1998年「人妻名器 不倫絶頂」に改題し、リバイバル公開 [4][5]

## 出版

### 写真集
- アダルト女優写真集 1 桃色前線 小泉ちひろ・上田美緒・中原絵美・藤木流花・いとうしいな 他（1990年6月15日、浪速書房）

### 雑誌
- 週刊プレイボーイ 1990年6月19日号（集英社）
- URECCO 1991年3月号（ミリオン出版）
- やさしくしてね 2006年4月号（マックス）